# Ulica Bohaterów Września w Lublinie
Ulica Bohaterów Września w Lublinie – arteria komunikacyjna w dzielnicy Sławin w Lublinie. Ulica jest częścią drogi wojewódzkiej nr . W całym przebiegu jest dwujezdniowa i posiada po 2 pasy ruchu w każdą stronę.
Została oddana do użytku w 2015 roku.

## Przebieg
Ulica rozpoczyna się jako kontynuacja południowej, dwujezdniowej części ul. Poligonowej od wiaduktu nad nią samą. Ulica przebiega z południa na północ i prowadzi do granicy z gminą Niemce. Ulica krzyżuje się z ul. Zelwerowicza i ul. Korpusu Ochrony Pogranicza, a kończy się przy ul. Dębina w Jakubowicach Konińskich stanowiącej granicę administracyjną miasta. Przedłużenie ulicy na terenie gminy Niemce biegnie do węzła "Lublin Czechów" na obwodnicy Lublina.

## Komunikacja miejska
Trasy linii 4 i 47 przebiegają fragmentem ulicy od ul. Poligonowej do ul. Zelwerowicza.